# Спорф
Спорф (енгл. sporf) врста је кухињске алатке и прибора за јело који комбинује особине кашике, виљушке и ножа. Обично се ради о кашици која је назубљена на врху са три или четири зупца и чија је бочна ивица оштра тако да је могуће сјећи мекану храну. Сличне алатке су кориштене још крајем 19. и почетком 20. вијека. Данас се спорф користи широм свијета у породичним домовима, ресторанима, кантинама и другим мјестима.
Ријеч спорф је настала као комбинација енглеских ријечи за кашику (енгл. spoon), виљушку (енгл. fork) и нож (енгл. knife). Користе се још неки називи који су обично имена робних марки од којих је најпознатији сплејд (енгл. Splayd).

## Историја
У другој половини 19. вијека у Сједињеним Државама је пријављено неколико патената који су комбиновали основне елементе прибора за јело: кашику, виљушку и нож. Међу првима је патент пријавио Семјуел Френсис у фебруару 1874. Касније су се ови елементи комбиновали и одвојено као кашика за сјечење и назубљена кашика коју је патентирао Френк Еменеџер 1912. Назив спорф је настао неколико деценија након ових изума.
Масовна производња је почела четрдесетих година двадесетог вијека у Аустралији.

## Облик
Спорф је најчешће у облику кашике која је назубљена на врху са три или четири зупца и чија је бочна ивица оштра тако да је могуће сјећи мекану храну и мазати намазе на хљеб и пецива. Постоје и облици код којих се кратко сјечиво извлачи из дршке кашике, као и спорфови који имају додатак отварача за конзерве. Спорфови се израђују од пластике, нерђајућих челика, титанијума и прави се у разним величинама у зависности од намјене најчешће са додацима за прекривање оштре дршке како би се избјегле повреде.